# Cachoeira do Herculano
A Cachoeira do Herculano, com uma altura de 100 metros, é um conjunto de três quedas d'água, situada no município de Itaetê, dentro do território do Parque Nacional da Chapada Diamantina, no estado brasileiro da Bahia, desaguando no rio Aracuã.

## Características
A Herculano é uma das mais belas atrações do Parque Nacional e, apesar de seu acesso demandar não muito esforço numa caminhada de quatro quilômetros, é ainda pouco visitada pelos turistas. Fica localizada a cerca de 29 quilômetros da sede municipal.
Integra a sub-bacia hidrográfica do rio Una, e como as demais cachoeiras desse sistema como a Véu de Noiva, Encantada, Manoel Messias e outras, os processos de formação morfogenéticos superam os pedogenéticos. Todas guardam grande beleza cênica e alto potencial turístico por aqueles que buscam um maior contato com a natureza.
Sua trilha de acesso, considerada de esforço moderado a alto, tem que atravessar trechos de rio. O curso d'água em que está situada forma o limite natural entre as cidades de Itaetê e Andaraí.